# Pomi, Satu Mare
Pomi (în maghiară: Remetemező) este satul de reședință al comunei cu același nume din județul Satu Mare, Transilvania, România. Se află în nord-vestul țării. Este situat pe DJ193. .
Prima atestare documentară a localității s-a făcut în 1407 sub denumirea de Remethe, apoi Remethmezem (în traducere Câmpul Călugărilor), ca din 1828 să se revină la denumirea de Pomi. Râul Someș și Câmpia Someșului sunt două elemente care și-au pus amprenta asupra comunei și a locuitorilor ei.
În secolul al XVII-lea, s-a construit castelul lui Tholdy în centrul satului, castel pe care îl va moșteni mai târziu familia Ujfalassy. Aici se mai află azi rămășițele unui parc: parcul castelului, pe aleile căruia există plante și arbori cum ar fi cameliile, sau un copac în a cărui trunchi ar încăpea 10 oameni.
Prezența toponimiei la Pomi demonstrează vechimea așezării: Ostru (insulă) locul cel mai vechi al satului, Dâmbul Obrejinii, Hosteaza, Cearda, Podbarie, Ilbuta. Numele locuitorilor nu sunt deosebite față de cele din Transilvania, unele având totuși un specific al lor, legat de istoria așezării: Barbul, Moldovan, Oșan, Gheorghișor, Cozma, Ștef, Ionel, Năstăi, Pașca.
Astăzi, comuna Pomi are arondate satele Borlești, Aciua, Bicău, are 990 numere de case cu o populație de 2363 de locuitori.

## Personalități
- Gavril Ștrempel (n. 1926), istoric, membru de onoare al Academiei Române.

- Inginer electro-mecanic Ștef Constantin (n.1921-d.1982), fiul Clariței și a lui Vasile Ștef, a participat la electrificarea țării, a lucrat în cercetare și a inventat și implementat numeroase dispozitive și echipamente pentru industria minieră (lift supraetajat de mină pentru transport mineri, alimente, medicamente etc, pompă de aspirat noroi din galerii, pompă pentru aerisirea galeriilor miniere etc. A fost căsătorit cu prof.univ. Ana Felicia Vanț Ștef (n.1927-d.2019) care a predat lb.greaca veche la Universitatea București, autor a numeroase lucrări științifice, cursuri, manuale și dicționare de specialitate.[necesită citare]